# 哥斯大黎加美國僑民
哥斯達黎加美國僑民，包括從居住在哥斯達黎加的美僑和出生者，大部分是退休人士。根據美國國務院的資料，約有70000名美國人僑居哥斯達黎加。
到哥斯達黎加的美國人，多是在戰後嬰兒潮時期出生。美國人蜂擁到哥斯達黎加的熱帶海灘退休，因為被其生物多樣性，政治穩定和相對低成本的醫療保健吸引。自2002年以來，在哥斯達黎加領取美國社會保障支票的美國人數量猛增了67％。
許多美國人還購買度假屋，他們打算在五年內在哥斯達黎加退休，並利用租金收入在過渡時期償還貸款。